# Farbokht
Farbokht (fl. V secolo) è stato un arcivescovo siro, vescovo di Kazrun, metropolita di Seleucia-Ctesifonte e catholicos della Chiesa d'Oriente tra il 420 ed il 421.
La sua biografia è scarna. Informazioni sulla sua vita sono riportate da Barebreo nel suo Chronicon ecclesiasticum, dagli storici nestoriani Mari, ʿAmr e Sliba, e dalla Cronaca di Seert.
Secondo queste fonti, prima di essere eletto catholicos della Chiesa d'Oriente, Farbokht era vescovo di Kazrun (Bih Shapur) nella provincia di Fars. Fu eletto metropolita di Seleucia-Ctesifonte alla deposizione di Mana grazie all'appoggio di un capo dell'esercito persiano e con il consenso del re Bahram V; anche lui tuttavia, come il suo predecessore, pochi mesi dopo l'elezione, venne deposto. Secondo Labourt (op. cit., p. 120.), Farbokht corrisponde al vescovo di Ardashir Khurrah, nella provincia di Fars, menzionato negli atti del concilio indetto dal patriarca Dadisho I nel 424.
A Farbokht succedette come nuovo catholicos Dadisho I.